# Municipio de Brimfield (Ohio)
El municipio de Brimfield (en inglés: Brimfield Township) es un municipio ubicado en el condado de Portage en el estado estadounidense de Ohio. En el año 2010 tenía una población de 10 376 habitantes y una densidad poblacional de 187,54 personas por km².

## Geografía
El municipio de Brimfield se encuentra ubicado en las coordenadas 41°5′42″N 81°20′32″O / 41.09500, -81.34222. Según la Oficina del Censo de los Estados Unidos, el municipio tiene una superficie total de 55.33 km², de la cual 53,1 km² corresponden a tierra firme y (4,03 %) 2,23 km² es agua.

## Demografía
Según el censo de 2010, había 10 376 personas residiendo en el municipio de Brimfield. La densidad de población era de 187,54 hab./km². De los 10 376 habitantes, el municipio de Brimfield estaba compuesto en un 93,31 % por blancos, un 3,15 % por afroamericanos, 0,25 % por amerindios, un 1,39 % por asiáticos, un 0,1 % por otras razas y el 1,8 % restante consistía de una mezcla de etnias. Del total de la población el 1,18 % eran hispanos o latinos de cualquier raza.